# Bogumiła
Bogumiłaⓘ, Bogmiła – staropolskie imię żeńskie złożone z członów Bog- („Bóg”, ale pierwotnie „los, dola, szczęście”) i -miła („miła”). Znaczenie imienia „miła Bogu”, lecz pierwotnie mogło ono oznaczać „ta, której los sprzyja”. Odpowiedniki męskie to Bogumił, Bogomił, Bogmił, Bogomieł i Bogmieł. W źródłach poświadczone od XIII wieku. Występuje w „Sielankach” J. B. Zimorowicza i w wierszach Andrzeja Morsztyna.
Bogumiła imieniny obchodzi: 13 stycznia, 20 czerwca, 19 grudnia (zob. Bogumiła Noiszewska), 20 grudnia.
Odpowiedniki znaczeniowe:
- łacina – Amadea

## Znane osoby o tym imieniu
- Bogumiła Berdychowska – publicystka, specjalistka od kultury polsko-ukraińskiej
- Bogumiła Matusiak – kolarka
- Bogumiła Umińska – historyk
- Bogumiła Wander – prezenterka
- Bogumiła Żongołłowicz – pisarka
- Bogumiła Raulin – podróżniczka, zdobywczyni Mt Everest